# موسيس غريفيث
موسيس غريفيث (بالإنجليزية: Moses Griffith)‏ (و. 1747 – 1819 م) هو رسام، ونقاش ويلزي، توفي عن عمر يناهز 72 عاماً.

## معرض صور

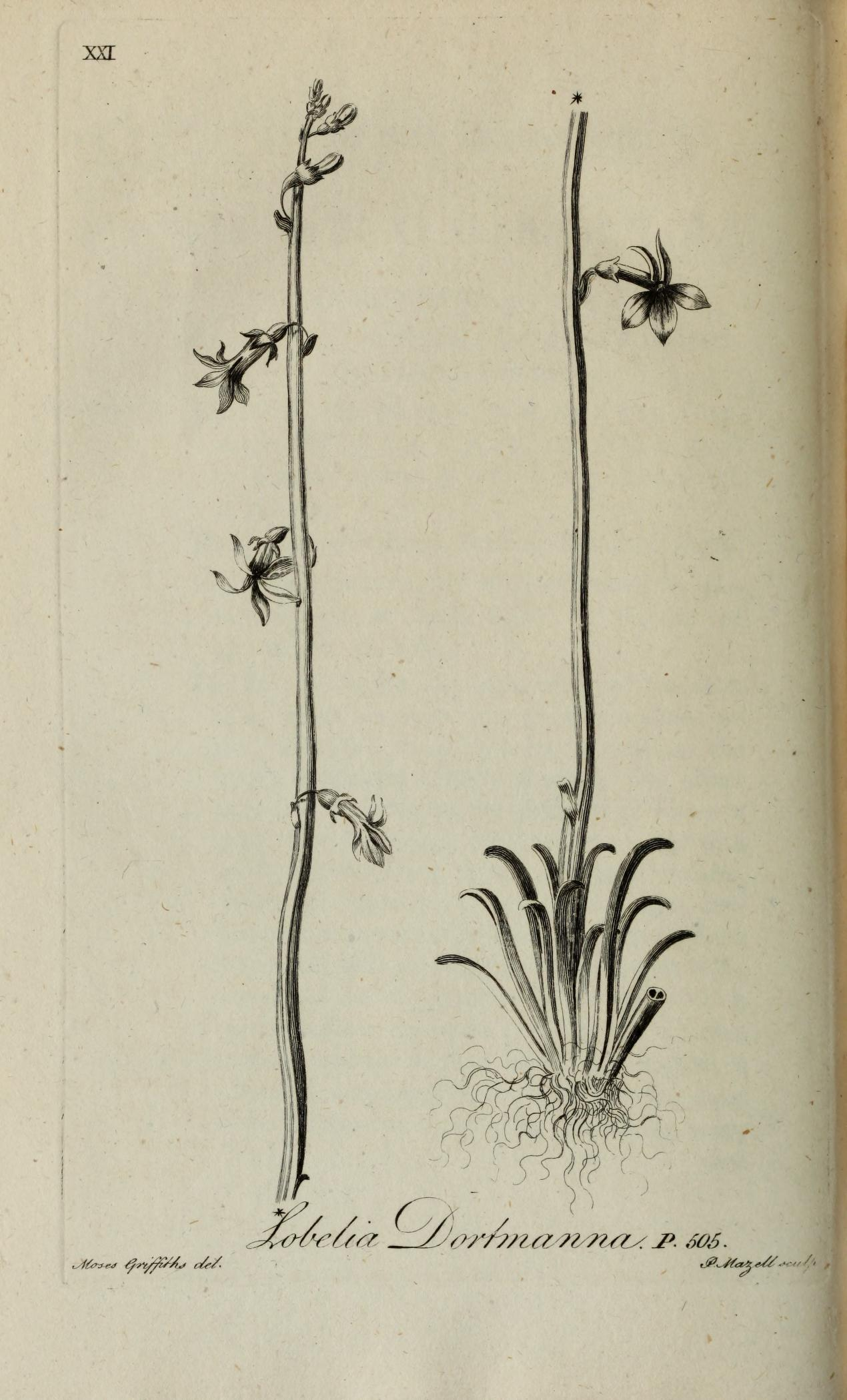
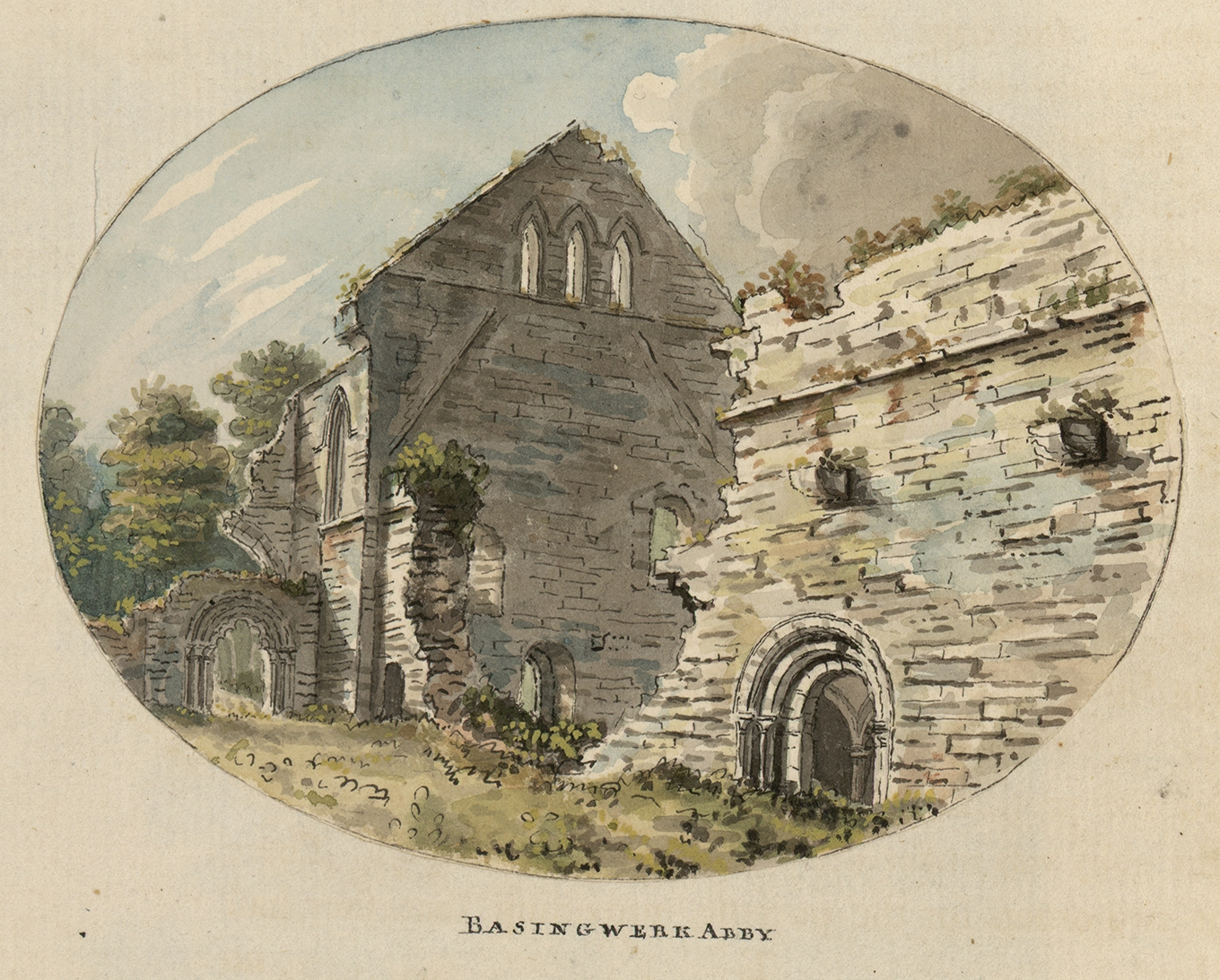
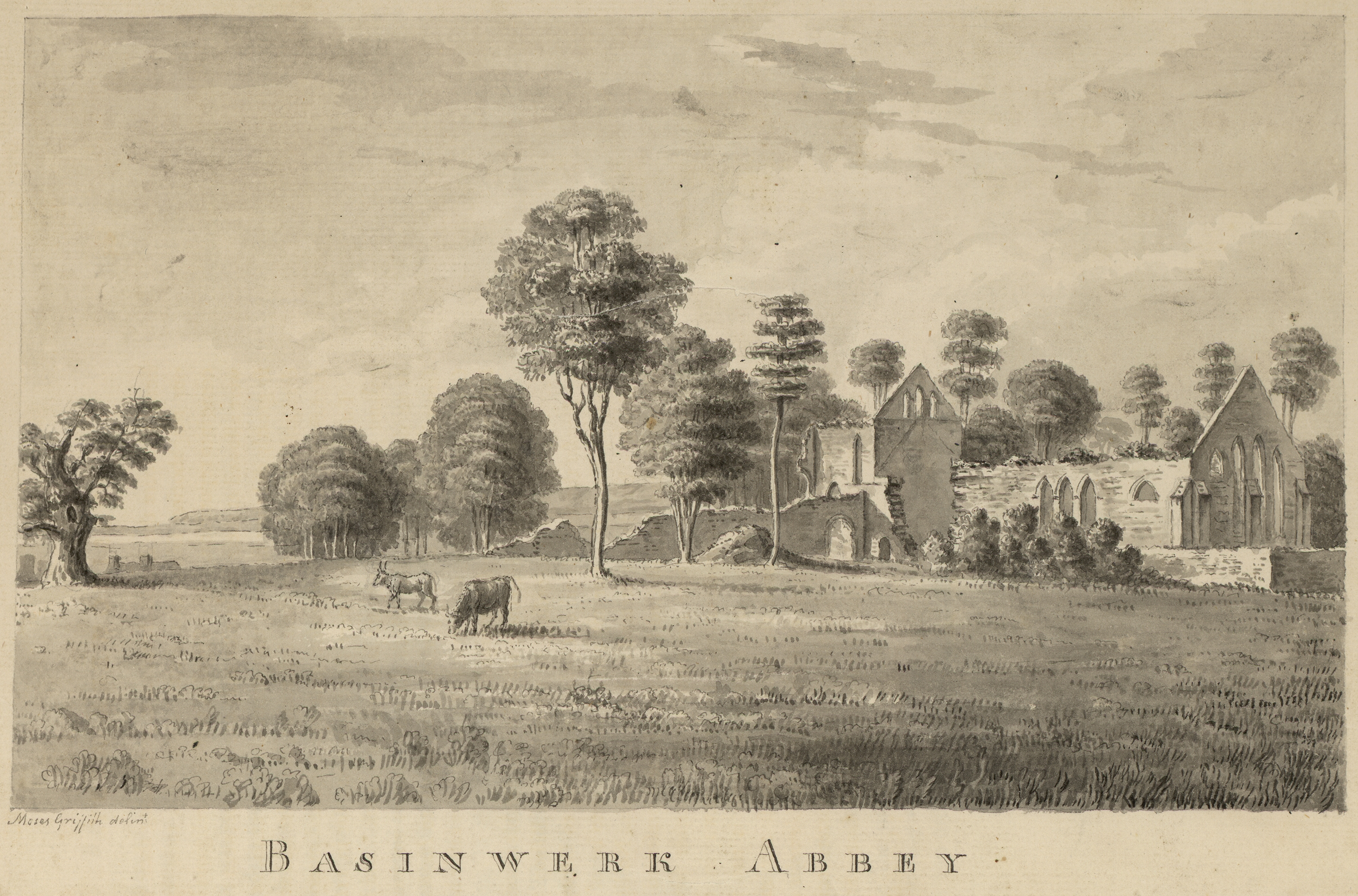
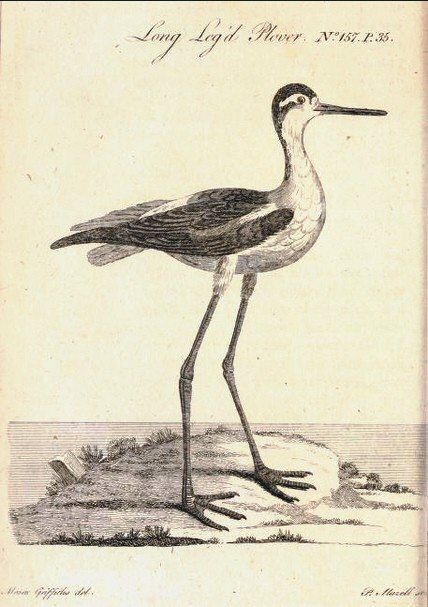